# ダイレックス (ディスカウントストア)
ダイレックス株式会社（英: DIREX CORPORATION）は、佐賀県佐賀市に本社を置き、九州を中心にディスカウントストア「ダイレックス（英: D!REX）」をチェーン展開する企業。サンドラッグの完全子会社。

## 概要
2009年12月にサンドラッグの傘下となり、医薬品取扱店舗ではサンドラッググループで販売されているオリジナル商品の取り扱いを開始した。また、店舗正面のロゴ部分の背景も白から「サンドラッグ」店舗の背景色である赤に順次変更されている。取扱品目は食品（常温食品・日配食品・冷凍食品・アイスクリーム・酒類・米）、日用品、医薬品、衣料、家電など。一部店舗では生鮮食品や灯油も販売されている。

## 沿革
- 1988年（昭和63年）2月 - 「株式会社サガカメラ」を佐賀市神野東に設立。
- 1990年（平成2年）6月 - 本社を佐賀市本庄町に移転。
- 1991年（平成3年）8月 - 商号を「サンクスジャパン株式会社」に変更。
- 1994年（平成6年）11月 - 本社を佐賀市高木瀬町に移転。
- 1997年（平成7年）8月 - 株式を店頭公開（現在のジャスダック、証券コード 7548）。
- 1998年（平成10年）9月 - ストアブランドを「サンクス」から「ダイレックス」に変更。
- 2005年（平成17年）2月 - 完全子会社・ダイレックスコーポレーション株式会社を設立
- 2007年（平成19年）
  - 7月9日 - マネジメント・バイアウト（MBO）を目的として、「ダイレックス株式会社」設立。
  - 11月8日 - マネジメント・バイアウト（MBO）により、ダイレックス株式会社がサンクスジャパン株式会社の株式89.89%を取得して子会社化。
- 2008年（平成20年）
  - 5月11日 - サンクスジャパン株式会社上場廃止。
  - 6月21日 - ダイレックス株式会社が、サンクスジャパン株式会社（実質上の存続会社）を吸収合併。
- 2009年（平成21年）12月25日 - 当社株式がリサ・パートナーズ傘下のファンドから株式会社サンドラッグへ譲渡されたことにより、サンドラッグの完全子会社となる。
- 2012年（平成24年）5月31日 - 埼玉県に三芳店と籠原店の2店舗を同時オープンし、関東地区に進出。
- 2013年（平成25年）10月19日 - 兵庫県に洲本店をオープンし、関西地区に進出。
- 2014年（平成26年）9月26日 - 高知県進出第1号店として南国店を出店。
- 2016年（平成28年）
  - 1月 - 新潟県に六日町店をオープンし、信越・北陸地区に進出。
  - 10月 - 鳥取県進出第1号店として伯耆店を出店
- 2017年（平成29年）
  - 3月 - 長野県進出第1号店として中之条店を出店。
  - 8月 - 島根県進出第1号店として乃白店を出店。
- 2018年（平成30年）3月 - 群馬県進出第1号店として玉村店を出店。
- 2020年（令和2年）5月 - 奈良県進出第1号店としてかしはら東店を出店。

## 店舗

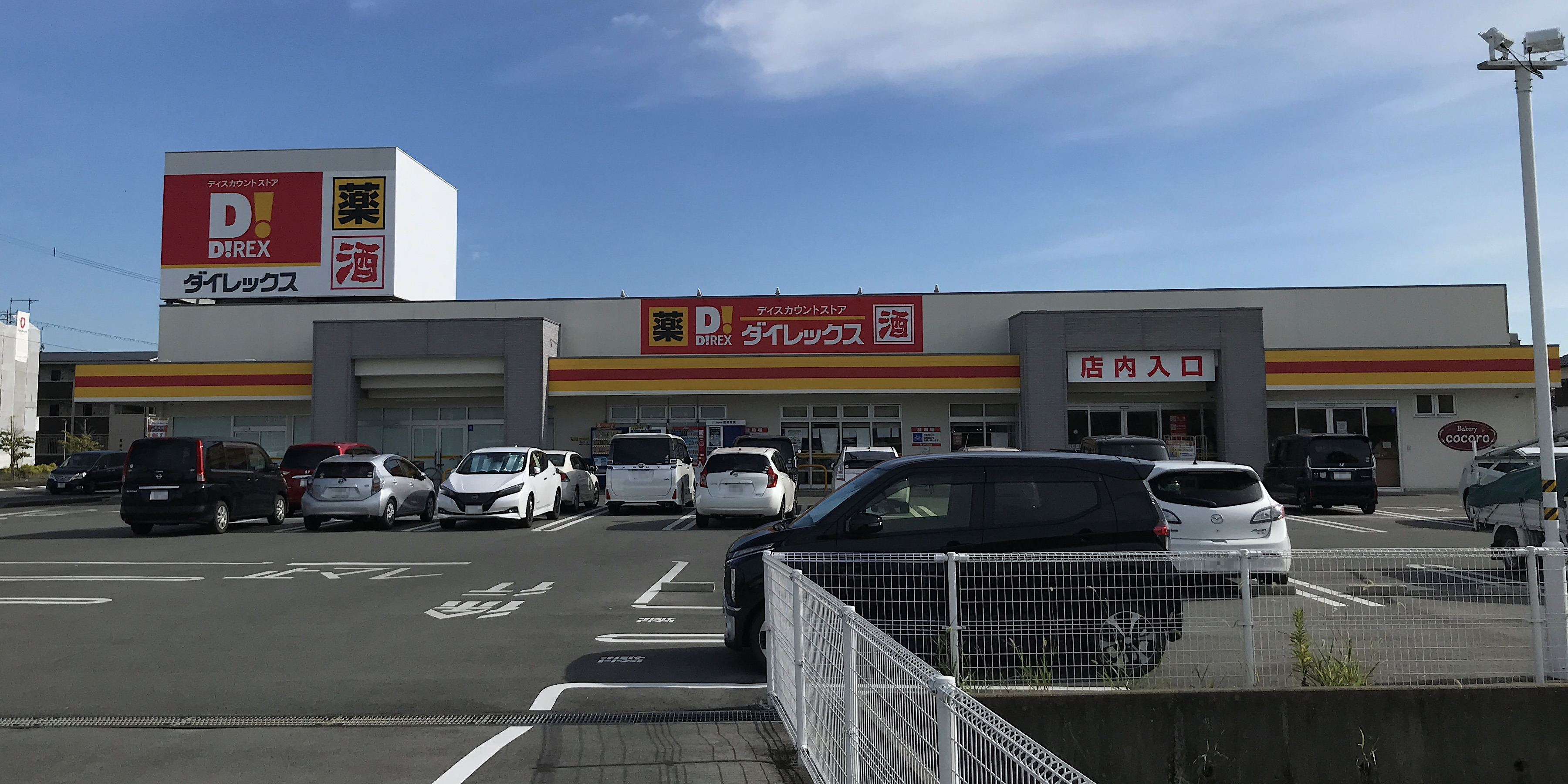
地場スーパーからの居抜き出店の例（南佐賀店）

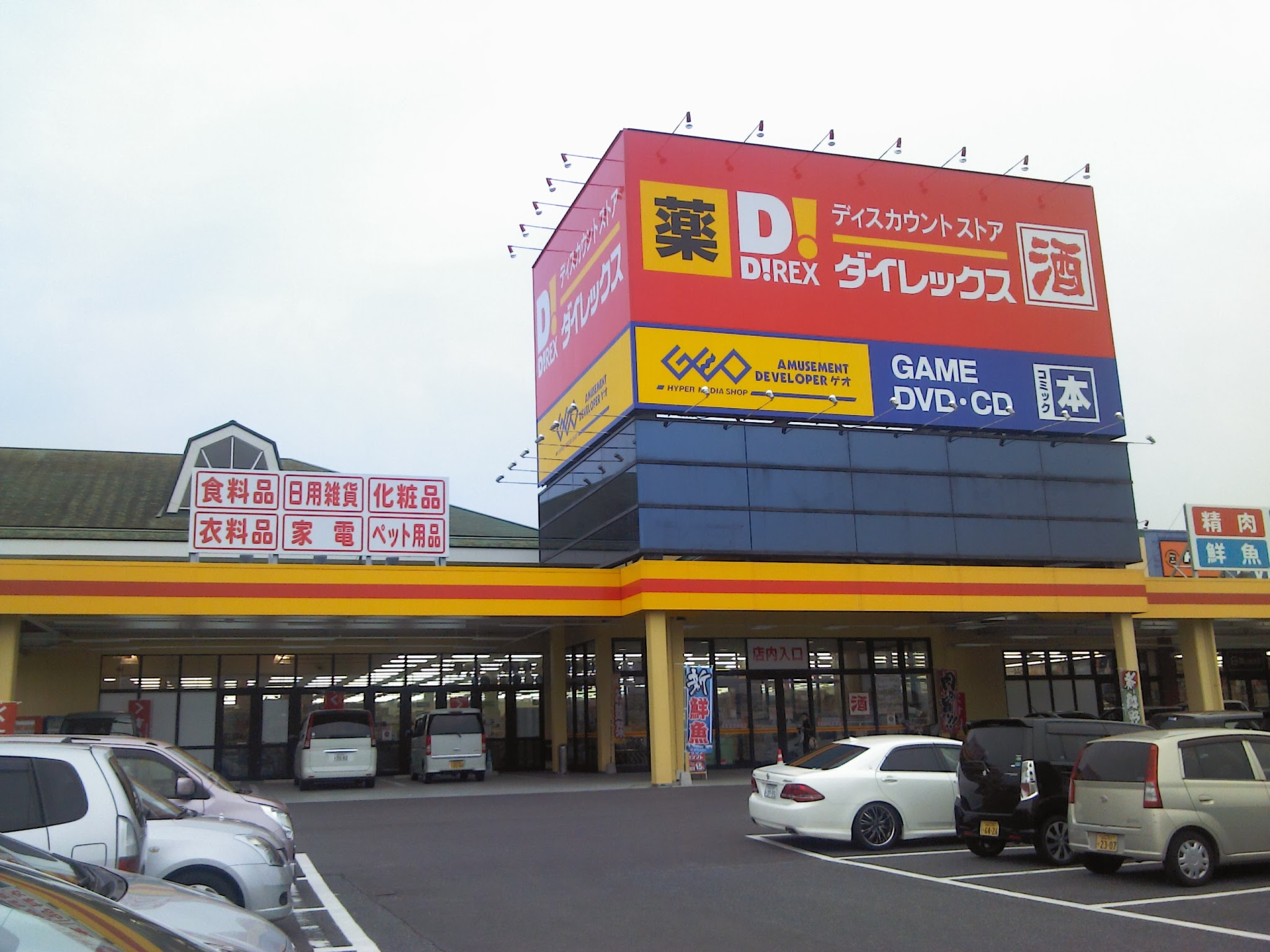
家電量販店からの居抜き出店の例（柳井店）

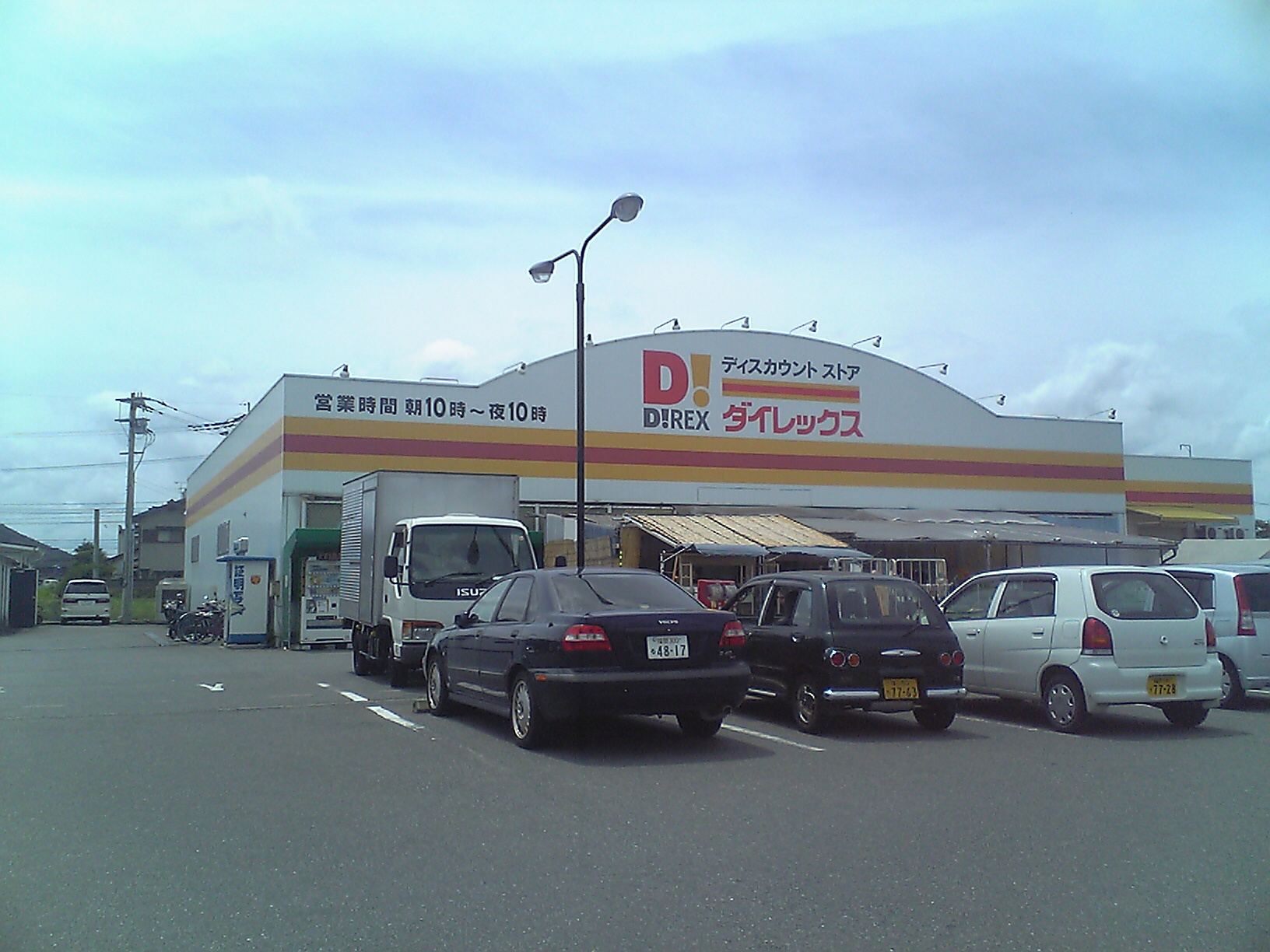
従前の白地ロゴ（前原店、2009年撮影）

- 2025年4月16日時点での店舗数は416店舗[1]。甲信越・中国・四国・九州地方は全県に出店しているが、北海道・東北・東海地方へは出店していない。

## 過去に存在した店舗
- 東京都
  - 立川北口店（2021年2月18日閉店）
- 岡山県
  - 吉備津店（2006年2月13日閉店）
  - 児島店（2009年8月23日閉店）
- 香川県
  - 志度店（2007年4月15日閉店）
  - 由良店（2016年11月28日閉店）
- 徳島県
  - （旧）阿南店（2018年3月12日閉店）
  - （旧）小松島店（2018年6月3日閉店）
  - （旧）田宮店（2020年3月9日閉店）
- 福岡県
  - ハナタスキ小郡店（2010年11月23日閉店）
  - 小森野店（2015年6月29日閉店）
  - 合川店（2016年1月25日閉店）
  - （旧）志免店（2016年7月4日閉店）
  - 次郎丸店（2020年1月27日閉店）
  - 八幡店
- 佐賀県
  - 三田川店（2011年2月20日閉店）
  - 北茂安店（2013年3月7日閉店）
  - ハナタスキ日の隈店（2014年6月30日閉店）
  - 開成店（2015年10月31日閉店）
  - 鳥栖店（2021年7月11日閉店）
- 長崎県
  - 諫早店（2016年10月31日閉店）
- 大分県
  - 挾間店（2016年2月1日閉店）
  - 大分店（2019年9月30日閉店）
  - 日田店（2020年1月20日閉店）
- 宮崎県
  - 早水店（2015年11月29日閉店）
  - 大塚店（2017年3月6日閉店）
  - 門川店（2020年7月20日閉店）
  - 恒久店（2021年5月30日閉店）
  - 大塚中央店（2022年7月25日閉店）
- 熊本県
  - （旧）山鹿店（2023年5月28日閉店）
  - （旧）田崎店（2023年6月18日閉店）

## 不祥事

### 納入業者に対する優越的地位乱用問題（独禁法に基づく排除措置命令）
2014年6月5日、公正取引委員会はダイレックスに対し、私的独占の禁止及び公正取引の確保に関する法律（独占禁止法）違反に基づく排除措置命令および12億7,416万円の課徴金納付命令を行なった。
ダイレックスは遅くとも2009年6月28日以降、自社と継続的な取引関係にある納入業者のうち取引上の地位が自社に対して劣っている者に対して、正常な商慣習に照らして不当に、次の行為を行っていた。
従業員等の派遣の要請

新規開店・改装開店に際し、納入業者78社に対し、これらを実施する店舗において他社が納入する商品を含む商品の移動、陳列等の作業のために、あらかじめ従業員等の派遣の条件について合意せず、派遣のために通常必要な費用を自社が負担することなく、従業員等を派遣させて使用していた。135店舗で少なくとも延べ8,000人を派遣させた。

金銭の提供の要請
- 閉店セール

閉店の際に実施するセールに際し、納入業者66社に対し、閉店セールの協賛金等の名目で、あらかじめ算出根拠、使途等について明確に説明することなく、納入業者が販売促進効果を得ることができないにもかかわらず、当該納入業者が納入した商品であって、ダイレックスが定めた割引率で販売した商品の割引額に相当する額の一部または全部の金銭を提供させていた。少なくとも総額4,000万円を提供させた。

- 火災損失補填

2011年5月4日に発生したダイレックス朝倉店の火災に際し、火災により滅失または毀損した商品を納入した納入業者48社に対し、商品を販売できないことによるダイレックスの損失を補填するため、商品の納入価格に相当する額の一部又は全部の金銭を提供させていた。少なくとも総額1,100万円を提供させた。

### 廃家電不正処理問題（家電リサイクル法に基づく是正勧告）
2018年12月27日、環境省および経済産業省はダイレックスに対し、特定家庭用機器再商品化法（家電リサイクル法）に基づき廃家電の取り扱いについて是正勧告を行なった。
家電リサイクル法では、廃家電を引き取った際は、製造業者等へ引き渡す義務がある。九州地方環境事務所那覇自然環境事務所および沖縄総合事務局（経済産業部）が2018年5月、ダイレックス石川店（沖縄県うるま市）に実施した立ち入り検査で、無許可業者に回収を委託するなど不適切な管理が判明。両省が2018年11月、ダイレックスに廃家電の取り扱い状況について報告を求めた。同社によると、その際の社内調査で初めて不適切な処理を把握したという。
両省からの求めに対しダイレックスが行なった報告によれば、2015年4月から2018年10月までに、17支店で計193台が不用品回収業者などへ引き渡されていたという。193台のうち182台については家電を排出したユーザーから、リサイクル料金と収集運搬料を受領していた。この193台についても、社内資料が廃棄済みの店舗があることから、確認・推定が可能な範囲のみでの計上だという。また不用品回収業者などへの引き渡しは2015年4月以前からも行なわれていたが、具体的な始期や台数は不明だとしている。
委託業者により廃家電が不用品回収業者などへ引き渡されていたのは、以下17支店。
歴木店（福岡県）、伊万里店、伊万里松島店、鏡店、鹿島店、唐津店、北鹿島店、北方店、江北店、高木瀬店、武雄店、兵庫店、三日月店（以上佐賀県）、佐々店、矢峰店（以上長崎県）、糸満店、豊見城店（以上沖縄県）。
この勧告により、ダイレックスは「ユーザーへの廃家電のリサイクル料金と収集運搬料金の返還状況」を返還が完了するまで、「全支社における、毎月の廃家電の引き取り及び引き渡し状況」「家電リサイクル券の適切な運用、委託先の管理体制の構築とコンプライアンス体制の強化を含む家電リサイクル法違反についての再発防止策について、四半期ごとの実施状況」を2019年1月からの1年間、報告が求められる。

### 残業代未払
2011年から2016年まで同社に勤務していた元社員が、未払いの時間外賃金など439万円の支払いを求める裁判を長崎地方裁判所に起こした。裁判では社内の勤怠管理システムに記録された以外の時間も残業をしていたと認められるかが争点となったが、裁判では会社が残業の上限を月30時間と決めながらも、実際は月100時間超えの残業を行わせ、さらに上司が時間外労働が規定の時間内に収まるよう記録を改竄していたことなどを認定し、ダイレックス側に249万円の支払いを命じた。

### 生鶏肉入り恵方巻きの販売
2022年2月3日午前中に、ダイレックス香椎店にて販売した「チキン南蛮焼き」を含む31パックの恵方巻きに加熱されていない生の鶏肉が使用されていた。購入客が気づいて店に連絡したことから発覚。店側は調理員に油調理が必要な食材という認識がなかったと説明。報道時点では健康被害は報告されていないが、連絡が取れていない購入者がいる。